# Linha 12 (Metro de Barcelona)

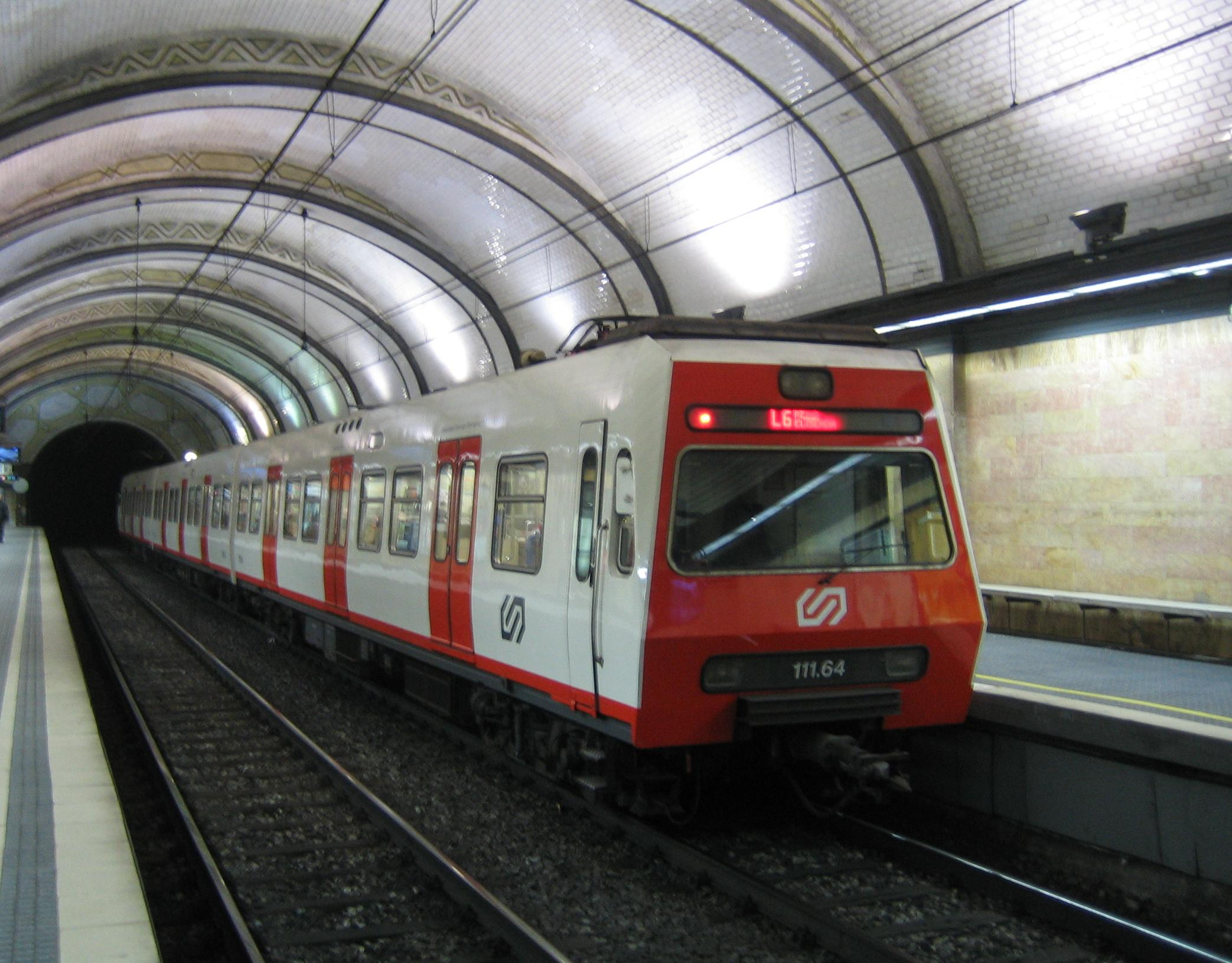
Estação Provença.

A Linha 12 do Metro de Barcelona é operada pela FGC. A configuração atual esta em funcionamento desde 2016.

Esquema atual da L12.

O trecho pode ser considerado o mais antigo percurso ferroviário urbano do mundo. A linha original entrou em operação em 1863, nove anos após a derrubada das muralhas da cidade de Barcelona. 
Na época a atração dos trens era feita a vapor. A bitola seguia o padrão da bitola ibérica.

## Cronologia
- 2002: É aprovado o Plano Diretor de Infraestrutura 2001-2010, que contempla o projeto mal definido.
- 2003: A Autoridade de Transporte Metropolitano aprova o projeto.
- 2006: A linha 12 é substituída por outros projetos e extensões.
- 2016: Todo o planejamento da linha 12 é substituído por um trem vaivém entre as estações Sarrià e Reina Elisenda.

## Informações técnicas
| Cor                           | malva                           |
| Número de estações            | 2                               |
| Tipo                          | Metro convencional              |
| Distância                     | 0,5km.                          |
| Trens                         | Série 112, 113 e 114.           |
| Tempo de viagem               | 1 minutos.                      |
| bitola da via                 | 1.435 mm (bitola internacional) |
| Tração                        | Eletricidade                    |
| Trecho ao ar livre            | Nenhum                          |
| Cobertura de telefone celular | Disponível em toda linha        |
| Oficinas e páteos de manobra  |                                 |
| Operadora                     | FGC                             |